# Jitka Kupčová
Jitka Kupčová (* 5. prosince 1952) je česká politička, v 90. letech 20. století a počátkem 21. století poslankyně Poslanecké sněmovny za ČSSD a místopředsedkyně ČSSD, v letech 2002–2006 místopředsedkyně poslanecké sněmovny.

## Biografie
Před nástupem do politiky působila jako podniková právnička ve společnosti ČZ Strakonice.
Ve volbách v roce 1996 byla zvolena do poslanecké sněmovny za ČSSD (volební obvod Jihočeský kraj). Mandát obhájila ve volbách v roce 1998 a volbách v roce 2002. Ve sněmovně setrvala do voleb v roce 2006. V letech 1996–1998 byla místopředsedkyní mandátového a imunitního výboru, v letech 1998–2000 jeho řadovou členkou. V letech 1996–1998 byla rovněž členkou ústavněprávního výboru, přičemž na počátku roku 1998 se krátce stala i předsedkyní tohoto výboru. Tou zůstala i v letech 1998–2002. Kromě toho v období let 2000–2002 působila jako členka organizačního výboru sněmovny. V letech 2002–2006 zastávala post místopředsedkyně sněmovny a místopředsedkyně organizačního výboru.
V roce 2000 ji ČSSD zvolila svou místopředsedkyní. Nahradila Petru Buzkovou, která rezignovala pro nesouhlas s dodatečnými dohodami mezi ODS a ČSSD (takzvaný toleranční patent). Podporu jí vyjádřil předseda strany Miloš Zeman, který Kupčovou označil za jednu z nejschopnějších žen ve straně. V lednu 2003 se stala i předsedkyní jihočeské krajské organizace ČSSD. Téhož roku ji sociální demokraté neúspěšně navrhovali na post prezidentky Nejvyššího kontrolního úřadu.